# Heteropoda chelata vittichelis
Heteropoda chelata là một phân loài nhện trong họ Sparassidae.
Loài này thuộc chi Heteropoda. Heteropoda chelata vittichelis được Embrik Strand miêu tả năm 1911.